# Abizendegani
Abizendegani é uma fonte fabulosa para vários povos antigos da Ásia Central, situada numa região desconhecida, mitológica. As suas águas tornam imortais quem as bebe.